# Єкла-де-Єльтес
Єкла-де-Єльтес (ісп. Yecla de Yeltes) — муніципалітет в Іспанії, у складі автономної спільноти Кастилія-і-Леон, у провінції Саламанка. Населення — 301 особа (2010).
Муніципалітет розташований на відстані близько 240 км на захід від Мадрида, 65 км на захід від Саламанки.
На території муніципалітету розташовані такі населені пункти: (дані про населення за 2010 рік)
- Хема: 16 осіб
- Єкла-де-Єльтес: 285 осіб

## Демографія
Динаміка населення (INE ):

## Зовнішні посилання
- Єкла-де-Єльтес
- Провінційна рада Саламанки: індекс муніципалітетів [Архівовано 23 квітня 2009 у Wayback Machine.]
- Посилання на Google Maps